# Zătreni

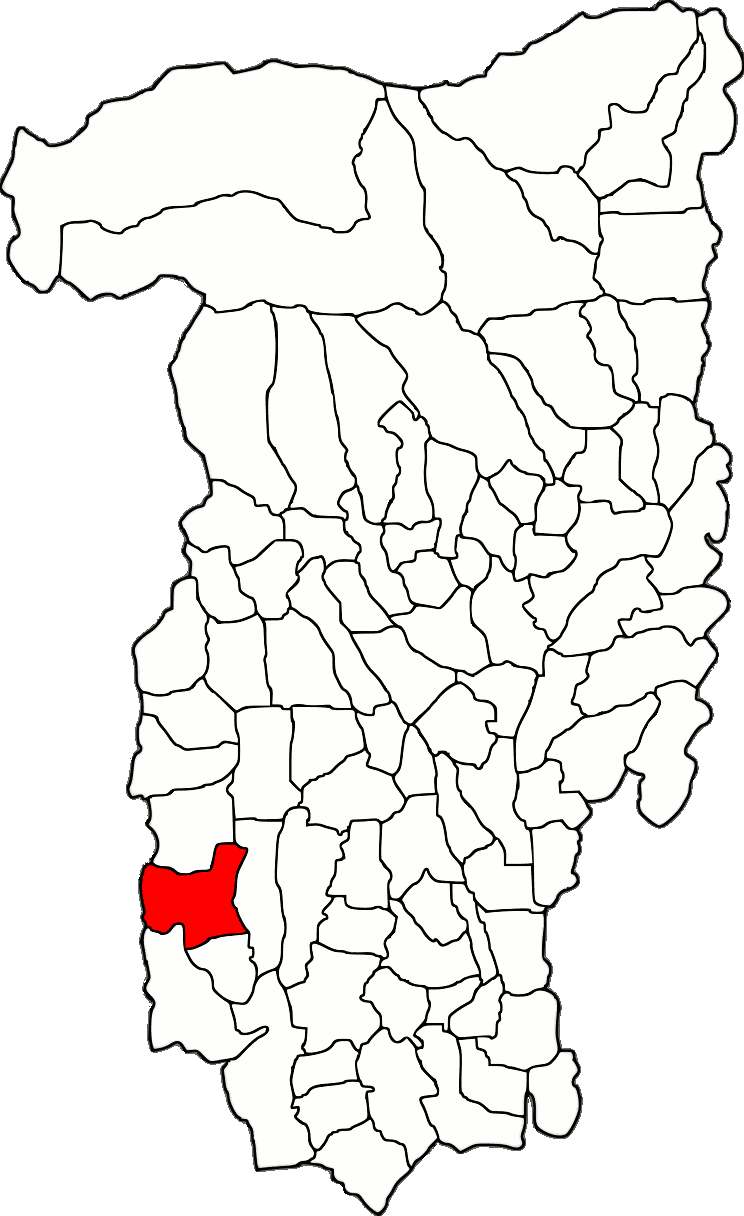

Zătreni est une commune roumaine située dans le județ de Vâlcea.